# Zajaczówka
Zajaczówka (ukr. Зая́чівка) – wieś na Ukrainie na terenie rejonu kowelskiego w obwodzie wołyńskim, liczy 147 mieszkańców.
Znajduje się tu przystanek kolejowy Zajaczówka, położony na linii Sarny – Kowel.